# اوبرن (کانزاس)
اوبرن (به انگلیسی: Auburn) شهری در ایالت کانزاس کشور ایالات متحده آمریکا است که جمعیت آن در سرشماری سال ۲۰۱۰ میلادی، ۱٬۲۲۷ نفر بوده‌است.